# Сенокосов, Юрий Петрович
Юрий Петрович Сенокосов (род. 28 апреля 1938, Ревда, Свердловская область) — российский философ, историк философии, общественный деятель. Сооснователь и руководитель издательской программы Московской школы политических исследований.

## Биография
Окончил исторический факультет МГУ (1962). Работал в Фундаментальной библиотеке общественных наук АН СССР (ФБОН), в Институте философии АН СССР (там же окончил аспирантуру), в журнале «Вопросы философии». В 80-е, 90-е годы осуществлял издание серии книг «Из истории отечественной философской мысли», выходившей в виде приложения к журналу «Вопросы философии». 
Был близок к о. Александру Меню, Вл. Кормеру. Друг и ученик Мераба Мамардашвили, после смерти которого создал и возглавил Фонд философских и междисциплинарных исследований его имени. Автор работ по истории русской философии.
Вместе с женой, Еленой Немировской, соучредитель Московской школы политических исследований (1992), директор издательских программ Школы, руководитель Библиотеки книг по политологии и социальной философии, главный редактор Вестника МШПИ — ежеквартального журнала Общая тетрадь ().

## Статьи и материалы
- Культур много, цивилизация — одна[1] (16.12.2019 года)
- Обществу граждан — гражданское просвещение[2] (15.04.2021 года)
- К 30-летию Школы гражданского просвещения[3] (7.03.2022 года)
- Зачем Европе просвещение на русском языке? [4](4.11.2022 года).
- Статья "Насилие и структура рациональности[5]" (28.01.2023 года), посвященная памяти Мераба Мамардашвили и о. Александра Меня

## Книги
- Власть как проблема. Опыт философского рассмотрения. М.: МШПИ, 2005
- В поисках утраченного универсализма. О Школе гражданского просвещения. М.: МШПИ, 2020 [6]